# إدي جونز (عازف جاز)
إدي جونز (بالإنجليزية: Eddie Jones)‏ هو عازف جاز أمريكي، ولد في 1 مارس 1929 في نيويورك في الولايات المتحدة، وتوفي في 31 مايو 1997 في هارتفورد في الولايات المتحدة.

## وصلات خارجية
- إدي جونز على موقع ميوزك برينز (الإنجليزية)
- إدي جونز على موقع ميوزك برينز (الإنجليزية)
- إدي جونز على موقع أول ميوزيك (الإنجليزية)
- إدي جونز على موقع أول ميوزيك (الإنجليزية)
- إدي جونز على موقع ديسكوغز (الإنجليزية)